# Laurent Jenny
Laurent Jenny, né le 10 février 1949 à Paris, est écrivain et critique français.

## Biographie
En 1965, il envoie des textes de fiction à Jean Cayrol aux Éditions du Seuil. Une saison trouble est publiée en 1967 dans la collection de poche de jeunes écrivains, "Écrire". Un second roman, Off, suit en 1971. Il rencontre Tzvetan Todorov et publie des articles de théorie littéraire dans sa revue Poétique à partir de 1972.
Il est chargé de cours à l'Université Paris-VIII de 1972 à 1980, où il rencontre, entre autres, Michel Deguy et Ludovic Janvier. Il passe deux ans aux États-Unis où il est Visiting Assistant Professor : à l'Université de Californie à Berkeley (1975-76) et à l'Université Columbia (1976-77).
En 1977 il participe au premier numéro de la revue Po&sie de Michel Deguy avec un texte sur William Burroughs.
En 1980 il commence à enseigner au Département de langue et littérature françaises de l'Université de Genève dont il est nommé professeur ordinaire en 1991. Il y devient collègue de Michel Butor et Jean Starobinski. Il est professeur invité à l'Université Yale en 1992 et à l'Université Johns-Hopkins en 2000 et 2002. Depuis 2015, il est professeur honoraire de l'Université de Genève.
En 2004, il reçoit le prix Henri-Mondor de l'Académie française pour son livre La fin de l'intériorité. Parallèlement à son activité universitaire, il publie de brefs textes littéraires dans les revues [Vwa] (La Chaux-de-Fonds) et Po&sie. En 1985, il écrit un texte en dialogue avec les dessins du peintre Alexandre Hollan, pour un livre d'artiste intitulé États d'arbres.
Il revient à la littérature avec deux autobiographies fragmentaires, Le lieu et le moment (2015) et Sur l'instant (2024), toutes deux publiées aux Éditions Verdier.
Il est membre du comité de rédaction de la revue Po&sie, auteur dans les revues Critique et En attendant Nadeau.

## Domaines de recherche
Ses principaux travaux concernent la théorie du style, l'idéologie littéraire et la littérature du premier vingtième siècle (surréalisme, Marcel Proust, Michel Leiris, Maurice Blanchot, Roger Caillois, Jean-Paul Sartre, Henri Michaux)
Depuis 2012, ses ouvrages se tournent vers des questions d'esthétique : les relations entre art et vie, le statut de l'image photographique et la relation au visible.

## Œuvres

### Littérature et essais
- Une saison trouble, Paris, Éditions du Seuil, "Écrire", 1967.
- Off, Paris, Éditions du Seuil, 1971.
- La terreur et les signes, Paris, Gallimard, "Les Essais CCXXII", 1983.
- États d'arbres, dessins d'Alexandre Hollan, texte de Laurent Jenny, Paris, éditions Entente, 1985.
- La parole singulière, Paris, Belin, "L'Extrême contemporain", 1990. Réédition Belin Poche 2009. Rostirea singulara (traduction roumaine avec une postface de Ioana Both), Bucarest, éditions Univers, 1999
- L'expérience de la chute de Montaigne à Michaux, Paris, Presses Universitaires de France, "Écritures", 1997.
- La fin de l'intériorité, Théories de l'expression et invention esthétique dans les avant-gardes françaises, Paris, Presses Universitaires de France, "Perspectives littéraires", 2002. El fin de la interioridad (traduction espagnole) , Madrid, Ediciones Cátedra, 2003.
- Je suis la révolution (Histoire d’une métaphore, 1830-1975), Paris, Belin, "L’Extrême contemporain", 2008.
- La vie esthétique, stases et flux, Lagrasse, Verdier, 2013.
- Le lieu et le moment, Lagrasse, Verdier, 2015
- La brûlure de l’image, l’imaginaire esthétique à l’âge photographique, éditions Mimesis, «L’esprit des signes», 2019.
- Le désir de voir, Editions L’Atelier contemporain, 2020
- La folie du regard, Editions L'Atelier contemporain, 2023
- Sur l'instant, Verdier, 2024

### Ouvrages collectifs
- La pensée aventurée de Roger Caillois, recueil de textes critiques préfacé par Laurent Jenny (p. 3-11), avec un texte de Laurent Jenny "L'Hiver du sacré" (p. 195-214) Paris, Belin, "L'Extrême contemporain", 1992.
- Le style en acte, Vers une pragmatique du style,(sous la direction de Laurent Jenny), Genève, Métis Presses, 2011.

### Articles principaux
- "Fictions du moi et figurations du moi" in Figures du sujet lyrique sous la direction de Dominique Rabaté, Paris, Presses Universitaires de France, 1996.
- "Du style comme pratique", Littérature no 118, Paris, Larousse, juin 2000.
- "L'effet Albertine", Poétique no 142, Paris, Éditions du Seuil, avril 2005[7].
- "La langue, le même et l'autre", Fabula-LhT (Littérature, histoire, théorie) n°0 Théorie et histoire littéraire, juin 2005[8].
- "Styles d'être et individuation chez Henri Michaux", Fabula-Lht (Littérature, histoire, théorie) n°9 Après le bovarysme, mars 2012[9].
- "Calmer aujourd'hui les images", Critique no 893, octobre 2021[10].